# Кологреєво
Кологреєво (рос. Кологреево) — село у складі Ардатовського району Нижньогородської області. Входить до складу Стексовської сільської ради.

## Населення
| 1999 | 2002 | 2010 |
| ---- | ---- | ---- |
| 153  | ↘125 | ↘82  |

## Відомі особи
В селі народився Романов Віктор Іванович (1928—2018) — український радянський діяч, начальник — головний конструктор союзного проектного бюро «Машпроект» у місті Миколаєві. Доктор технічних наук. Академік Академії інженерних наук України (1992), академік Академії наук суднобудування України (1997), член Американського товариства інженерів-механіків. Депутат Верховної Ради УРСР 9-го скликання.